# Fernando Vandelli
Fernando Vandelli (* 5. April 1907 in Modena; † 1977) war ein italienischer Hammerwerfer.
Bei den Olympischen Spielen 1932 in Los Angeles wurde er Neunter, und bei den Leichtathletik-Europameisterschaften 1934 in Turin gewann er Silber.
Seine persönliche Bestleistung von 49,28 m stellte er am 18. September 1932 in Pisa auf.